# 光明与磊落
《光明与磊落》是中国作家韩寒的一部手稿集。全书分为两册：其中《光明》为手稿笔记本，内含未发表诗作；《磊落》为《三重门》全版手迹及未采用手稿片段和部分杂文的手稿。韩寒为了澄清方韩之争中的质疑而以10元的价格出版该书。但是信者恒信，疑者恒疑，仍然有人质疑该书为抄袭。

## 对《光明与磊落》的争议
方舟子等人认为，手稿中并没有大量的改动，完全不是小说应有的创作过程，所以《三重门》手稿系韩寒抄写而成。而韩寒则回应称，《三重门》确实是"一次写成"的。